# Yves Rocher (empresa)
Yves Rocher es una empresa de cosméticos fundada por Yves Rocher en La Gacilly (Morbihan) en 1959 y con sede en Rennes (Bretaña). Es propiedad del grupo Rocher y en 2024 cuenta con 2169 tiendas en todo el mundo.

## Historia

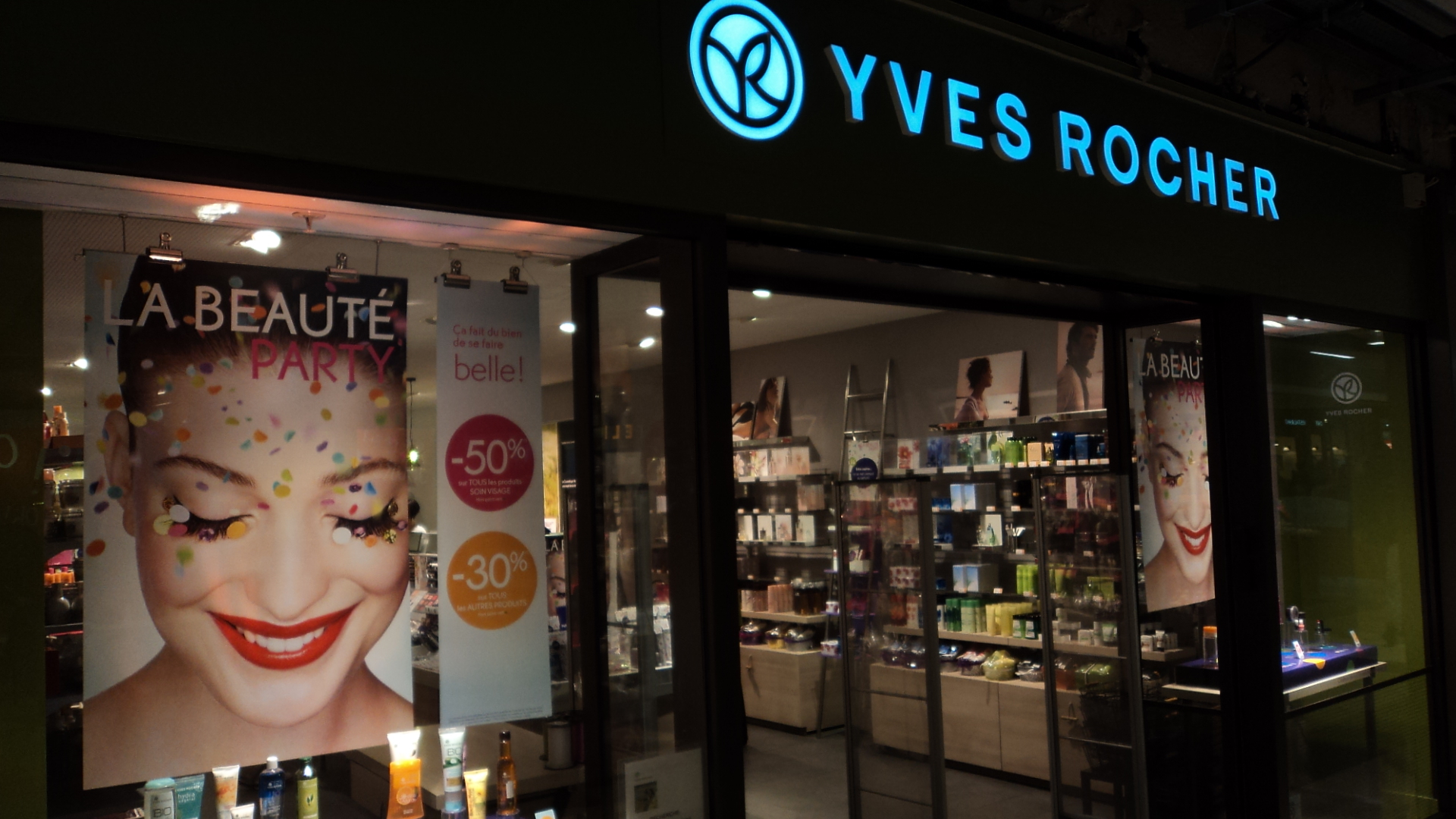
Tienda de Yves Rocher en el centro comercial Italia Deux de París.

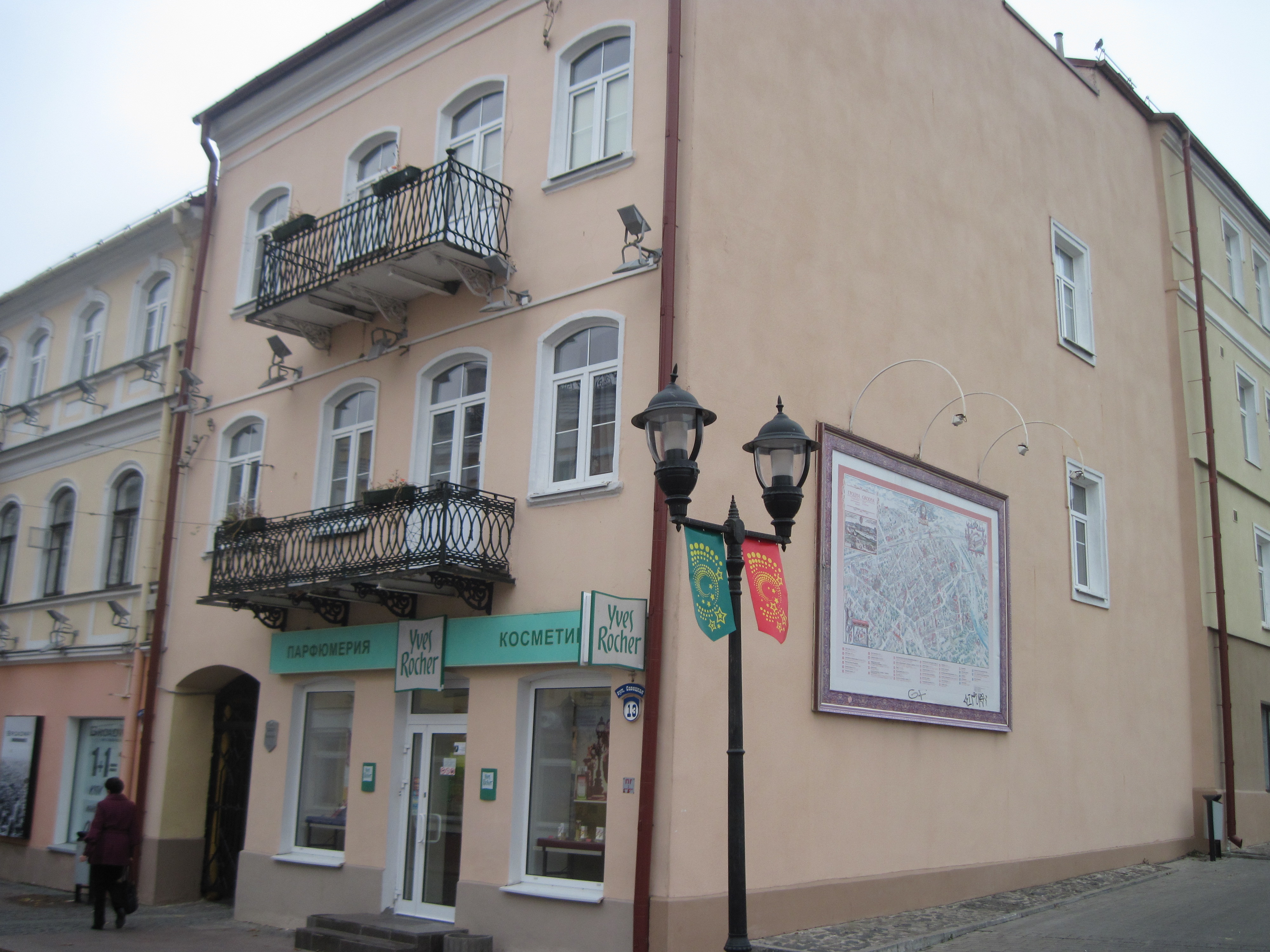
Tienda en Grodno (Bielorrusia).

Yves Rocher creó la marca que lleva su nombre en 1959 en La Gacilly, una pequeña localidad del departamento bretón de Morbihan. Los productos a base de plantas se vendían por correspondencia. La empresa se posicionó en el mercado de los productos cosméticos vendidos fuera de las farmacias a precios bajos.
La empresa creció rápidamente: de 30 empleados al principio, pasó a 334 en 1969, y a 1200 en 1984. Al mismo tiempo, Yves Rocher aprovechó su éxito económico para establecerse en la política: en 1962, se convirtió en alcalde de la comuna, cargo que ocupó durante 46 años, hasta 2008. La gestión de la empresa está estrechamente ligada al desarrollo económico de la región y a la carrera política de su fundador. Yves Rocher siguió una política de desarrollo industrial que reforzó su legitimidad política; su arraigo político le permitió consolidar su influencia económica y ampliar sus negocios.
En 1969, se crea el primer centro industrial en La Croix des Archers y se abre la primera tienda en el Bulevar Haussmann de París.
En 1979, Yves Rocher abre en Bretaña el centro industrial de Rieux (dedicado al maquillaje). En 1982, se crean dos fábricas en Les Fougerêts y Saint-Martin-sur-Oust, en el cantón de La Gacilly. En los años 80, la empresa crea varias marcas, que se expanden y se convierten en el grupo Rocher.
En 1992, la empresa amplió su presencia regional a varias ciudades de Morbihan e Ille-et-Vilaine: Questembert, Ploërmel, Rieux, Sixt-sur-Aff, Guillac, Maure-de-Bretagne, Janzé y Saint-Marcel.
En 1992, Yves Rocher traspasó la dirección de la empresa a su hijo mayor:  Didier Rocher. Sus otros dos hijos, Daniel y Jacques Rocher, también trabajan para el grupo. En 1994, tras la muerte de Didier Rocher, su padre asumió la dirección de la empresa.
En 1991 se creó la Fundación Yves Rocher para la protección de la naturaleza. En 1993, Yves Rocher lanza las recargas ecológicas para reducir los envases y los costes con vistas al desarrollo sostenible. En 2000, la tienda en línea de Yves Rocher se convirtió en la primera tienda de cosmética en línea de Francia, con 1,5 millones de visitantes al mes [ref. necesaria]. En 2008, se abrió una tienda llamada Atelier de la Cosmétique Végétale en Boulogne-Billancourt.
Yves Rocher falleció en 2009. Al año siguiente, la dirección del grupo Rocher se confió a su nieto Brice Rocher.

## Imagen de la empresa
Desde su lanzamiento, la empresa Yves Rocher creó una imagen ligada a la naturaleza y las plantas.
El sitio web de Yves Rocher fue elegido "sitio web favorito de Francia" en 2014 y la empresa se situó entre las tres primeras en la encuesta OC&C. Asimismo, el barómetro Posternak-Ifop, que realiza un seguimiento de la imagen de las grandes empresas, situó a Yves Rocher en primer lugar como marca favorita de los franceses en 2011, 2012, 2013 y 2014, por delante del Grupo PSA, Airbus y Amazon, y en segundo lugar en 2015 y 2016, por detrás de Michelin. Según Claude Posternak, citado por el diario Les Echos, se trata de dos empresas diferentes, pero que tienen en común a los ojos del público sus orígenes familiares, su arraigo local y su expansión internacional. Según la revista Le Point, es el resultado de una visión de la clientela coherente a lo largo de tres generaciones de empresarios, tanto en su discurso como en los valores que defienden.

## Declive y recortes de empleo
El grupo Rocher ha perdido alrededor de un 25% de su volumen de ventas desde 2020, debido a la Pandemia de COVID-19 y a la caída de las ventas por correo: el marketing directo es esencial para la estrategia del grupo. Otra razón aducida es la guerra en Ucrania, que ha provocado el cierre de 92 tiendas, así como llamadas al boicot debido a la decisión de seguir operando en Rusia: las operaciones rusas del grupo Rocher representan una parte importante de sus ventas.
El 10 de enero de 2023, el Grupo anunció el cierre del departamento de distribución de su planta de Kain (Bélgica), con el despido de 34 empleados.
El 31 de enero de 2023, el grupo anunció la supresión de 300 puestos de trabajo en Bretaña en tres años, incluido el cierre de su planta de Ploërmel, que emplea a 108 personas con contrato indefinido, la mayoría mujeres. Unas cincuenta personas se manifestaron ante la fábrica el día del anuncio.
En junio de 2023, el Grupo anunció el cierre de todas sus tiendas en Alemania, Austria y Suiza, así como un ERE en la filial española, despidiendo al 40% de la plantilla en Madrid.
Durante todo el año 2023 y 2024 el cierre de sus tiendas en el territorio español ha sido un continuo goteo. La marca ha seguido la estrategia de cerrar aquellas tiendas que no consiguen la rentabilidad esperada, con el consiguiente despido del personal de las mismas.
En octubre de 2024 la filial española cierra uno de sus canales de venta con más historia, la venta por catálogo o venta por correo, por lo que las clientes más fieles y longevas de la marca ya no disfrutarán del folleto en sus casas para recibir cómodamente sus productos de belleza más queridos.
Tendrán que recurrir al canal de venta online o encontrar alguna tienda en su localidad (si la hay).

## Controversias

### La implicación de Yves Rocher en la condena del opositor ruso Alexeï Navalny
Yves Rocher está presente en Rusia desde 1991. En 2012, Yves Rocher Vostok presentó una denuncia contra X tras ser interrogada por las autoridades rusas locales en el marco de una investigación judicial en curso sobre Glavpodpiska, empresa propiedad de los hermanos Oleg y Alexeï Navalny. La empresa de transporte era sospechosa de "incumplir sus obligaciones contractuales" en virtud de un contrato de 2008 con Yves Rocher Vostok. En aquel momento, éste era su segundo mayor mercado después de Francia. En una carta abierta publicada en Mediapart a principios de 2013, el grupo opositor Russia-Libertés pidió que se boicoteara a la empresa.
Aunque la empresa declaró en 2014 que no había sufrido ningún daño, esto no detuvo el proceso judicial, que finalmente condujo a la condena de los dos hermanos.
Desde que en febrero de 2021 se revocó la pena de prisión suspendida de Alexeï Navalny, sus partidarios han llamado al boicot, acusando a Yves Rocher de haber sido utilizada por el gobierno ruso para expulsar a un opositor político. La marca se defendió alegando que había presentado una denuncia porque estaba convencida del fraude y que era una "empresa totalmente apolítica".

### Implicación de Yves Rocher en el despido de 130 empleados sindicalizados en Turquía
23 de marzo de 2022, las asociaciones Sherpa, ActionAid Francia, el sindicato turco Petrol-Iş y 34 antiguos empleados de una filial turca del grupo Yves Rocher llevaron a Yves Rocher ante el tribunal judicial de París. Acusan a la empresa de haber incumplido las obligaciones que le impone la ley sobre el deber de diligencia de las empresas matrices en materia de libertad sindical y derechos fundamentales de los trabajadores.
En 2018, las trabajadoras de la filial turca de Yves Rocher, Kosan Kozmetik, que protestaban por sus condiciones laborales y salariales, pidieron la creación de un sindicato. Al parecer, la dirección turca de la empresa hizo todo lo posible para impedir la creación de un sindicato, llegando incluso a despedir a 132 empleadas con pretextos considerados espurios por el sindicato Petrol-Is. Tras casi un año de movilizaciones sociales, ampliamente seguidas en Turquía, y una larga batalla judicial, las trabajadoras despedidas fueron indemnizadas por la empresa. Pero esta indemnización se consideró insuficiente, y treinta y cuatro antiguas empleadas decidieron llevar a Yves Rocher, matriz de Kosan Kozmetik, ante los tribunales franceses para obtener una indemnización por los perjuicios sufridos.

### La proximidad de Yves Rocher a Rusia durante el conflicto con Ucrania
Después de que Rusia invadiera Ucrania el 24 de febrero de 2022, Yves Rocher mantuvo sus principales actividades en Rusia. Desde el principio, esta situación fue denunciada por un grupo de investigadores de la Universidad de Yale. En marzo de 2022, un delegado sindical expresó la "preocupación" de los empleados locales en el periódico Ouest-France. Unas semanas más tarde, el diario Le Monde señalaba el "silencio y la vergüenza sobre la guerra en Ucrania" que reinaban "en el bastión de Yves Rocher" en La Gacilly, en Morbihan.